# Dubrivka, Sambir
Dubrivka (în ucraineană Дубрівка) este un sat în comuna Strilkovîci din raionul Sambir, regiunea Liov, Ucraina.

## Demografie
Componența lingvistică a localității Dubrivka
     Ucraineană (95,59%)
     Alte limbi (0,14%)
Conform recensământului din 2001, majoritatea populației localității Dubrivka era vorbitoare de ucraineană (95,59%), existând în minoritate și vorbitori de polonă (4,28%).